# Jurij Tsvetkov
Jurij Tsvetkov (russisk: Юрий Николаевич Цветко́в) (født 14. februar 1941 i Dvorisjje i Sovjetunionen, død 22. juni 1917 i Minsk i Hviderusland) var en sovjetisk filminstruktør og manuskriptforfatter.

## Filmografi
- Eta vesjolaja planeta (Эта весёлая планета, 1973)[4][5]